# Warszawa Wiktoryn
Warszawa Wiktoryn (poprzednia nazwa: Wiktoryn) – nieistniejący już przystanek kolejowy Elektrycznej Kolei Dojazdowej w Warszawie.
Został wybudowany w lipcu 1932 roku. Znajdował się w dzielnicy Włochy, na osiedlu Wiktoryn, przy ulicy Popularnej.
Przystanek zlikwidowano w listopadzie 1971 roku razem z linia z Warszawy Szczęśliwic do Warszawy Włoch EKD z powodu przebudowy ulicy Aleje Jerozolimskie.